# Пер-Віллі Амундсен
Пер-Віллі Трудванг Амундсен (норв. Per-Willy Trudvang Amundsen) — норвезький політик, член Партії прогресу, міністр юстиції та державної безпеки (2016—2018), раніше він працював державним секретарем у Міністерстві місцевого самоврядування та регіонального розвитку з 2013 року, і представляв Трумс у норвезькому парламенті з 2005 року по 2013 рік.

## Раннє життя і освіта
Амундсен народився в Харстаді 21 січня 1971 року. Він навчався в початковій школі Канебогена. Закінчив її в 1984 році. У 1984—1987 роках навчався у Харстадській середній школі. Пізніше він перейшов до середньої школи Хеггена, де навчався з 1987 по 1990 роки. Закінчивши школу, він був призваний до норвезької армії, служив в Бардуфосі. Після закінчення служби, він навчався в Норвезькій школі економіки, отримавши в 1995 році ступінь з економіки. У 1999 році він одержав ступінь з інформаційних технологій в університеті Сер-Тренделаг. Він також закінчив курс військового керівництва норвезькою гвардією.

## Політична кар'єра
Амундсен приєднався до молодіжного крила Партії прогресу, коли йому було чотирнадцять років.
З 1999 по 2005 рік Амундсен займав різні посади в Раді муніципалітету Гарстада. З 2005 року він є членом парламенту з Тромса. За час своєї діяльності в парламенті він був членом Постійної комісії з питань місцевого самоврядування та державного управління. У 2011 році Амундсен отримав посаду речника з питань імміграції, доповідача з енергетичних питань. Після парламентських виборів 2013 року Амундсен, який опинився на другому місці в партійному списку, втратив своє місце внаслідок переділу округу Тромс. Згодом він був призначений державним секретарем у Міністерстві місцевого самоврядування та модернізації у новому уряді Ерни Сольберг.
20 грудня 2016 року Амундсен був призначений міністром юстиції.

## Політичні погляди
Перед виборами 2005 року він заявив про свої бажання працювати в Постійному комітеті з питань бізнесу та промисловості або Постійному комітеті з питань енергетики та навколишнього середовища. В 2005—2009 роки під час діяльності у парламенті Норвегії Амундсен був найбільше помітний через його погляди та пропозиції щодо питань імміграції. Незважаючи на те, що він раніше віддавав перевагу норвезькому членству в Європейському Союзі, він з кінця 2000-х років змінив своє бачення і протидіє членству. Він заявив, що його політичною рольовою моделлю є Маргарет Тетчер.

### Імміграція та іслам
Амундсен заявив, що його стурбованість імміграцією багато в чому пов'язана з проблемою неінтегрованих іммігрантів. Він каже, що багато хто не дотримується культурних цінностей, які «стикаються» з норвезькими та західними цінностями, такими як демократія, свобода, свобода слова, рівність і толерантність. Він не визнає, що всі культури однаково хороші або цінні. Він розглядає радикальний іслам як «фашизм, заснований на релігії», який він висуває в контексті комунізму як «фашизм, заснований на розумінні класу», і нацизм як «фашизм заснований на расі». Він сказав, що він вважає, що радикальний іслам повинен боротися проти всіх форм фашизму.
Його політичні пропозиції включають створення центрів притулку в районах, близьких до місць, де шукають притулку, і в цілому значно скоротити імміграцію до Норвегії. Він також прагнув зняти громадську економічну підтримку Ісламської ради Норвегії, оскільки вона не віддалялася від застосування смертної кари за гомосексуальність. Він хоче створити більш строгий контроль за мечетями, не приймати забіху, видалити халяльну їжу з місць позбавлення волі та відмовитись від хіджабу в поліції. Він також виступає проти спеціальних вимог, таких як окремі школи для мусульман, класи, розділені за статтю, обмеження свободи слова щодо релігії, спеціальні перерви для молитви під час роботи та відсутність алкоголю в нічних клубах. Він стверджує, що політичні ліві, соціалісти та політично правильні люди погоджуються з такими вимогами.
Він підтримав пропозицію про заборону хіджабу у громадських місцях, яка була запропонована його партією в 2010 році. Він заявив, що «ми не приймаємо цей вид одягу [що є] гнітючою для жінок та те, що вони представляють». У тому ж році Амундсен також запропонував внести імміграційну політику на референдум та запропонував зупинити імміграцію в Осло через посилення сегрегації та незабаром перетворення на територію іммігрантської більшості.

### Енергетика і клімат
Амундсен підтримує видобуток нафти з Лофотенського архіпелагу, місця основного вилову атлантичної тріски. Він також підтримує залучення «Норвезької нафтогазової компанії» Statoil, в якій Норвегії є головним акціонером, в експлуатації нафтоносних пісків.
Амундсен визначає себе кліматичним скептиком. Він стверджував, що кліматичні проблеми використовуються для проведення соціалістичної політики, заявивши, що «для багатьох соціалістів CO2 замінив Карла Маркса».